# Đảng Bảo vệ Nhân quyền
Đảng Bảo vệ Nhân quyền (tiếng Samoa: o le Vaega Faaupufai e Puipuia Aia Tatau a Tagata) là một đảng chính trị Samoa. Đảng này đã thống lĩnh chính trị đảng phái ở Samoa kể từ năm 1982.
Đảng này được đồng sáng lập bởi Va'ai Kolone và Tofilau ETI Alesana tháng 5 năm 1979 để đối lập với chính phủ của Tupuola Efi.. Đảng đã cầm quyền quốc gia này từ năm đầu tiên giành được quyền lực vào năm 1982, ngoại trừ một thời gian ngắn trong năm 1986 và 1987 khi họ phải hình thành liên minh.
Hai nhà sáng lập ban đầu của đảng, Kolone và Alesana, đã trở thành Thủ tướng Samoa.
Lãnh đạo hiện tại của đảng là Thủ tướng Tuilaepa Sailele Malielegaoi.
Trong cuộc bầu cử lập pháp của ngày 04 tháng 3 năm 2001, đảng giành được 45,1% phiếu bầu phổ thông và 23 trong số 49 ghế. Trong cuộc bầu cử vào ngày 02 tháng 4 năm 2006, đảng này đã giành được 35 trên 49 ghế.
Trong cuộc bầu cử năm 2011 tổ chức vào ngày 04 tháng 3, đảng này giành 36 trong tổng số 49 ghế, do đó chiếm đa số tại Nghị viện. Theo báo cáo nhân quyền của Bộ ngoại giao Hoa Kỳ năm 2010 được công bố vào ngày 08 tháng 4 năm 2011, Đảng Bảo vệ Nhân quyền vẫn là đảng duy nhất được chính thức công nhận tại Nghị viện Samoa.
Đảng Bảo vệ Nhân quyền tiếp tục duy trì quyền lực sau khi thắng cử trong cuộc bầu cử 2016.